# Инфраструктура как код
Инфраструктура как код (англ. Infrastructure-as-Code; Iac) — подход к созданию инфраструктурных служб, предусматривающий широкое использование заранее подготовленных декларативных конфигураций и автоматическое развёртывание в противовес развёртыванию с использованием интерактивного взаимодействия и ручного редактирования конфигурационных файлов. Одна из ключевых идей — управлять такими декларативными конфигурациями как программным кодом, переиспользуя практики из разработки программного обеспечения, с применением систем контроля версий, в некоторых вариантах — средств непрерывной интеграции.
Используется два подхода к применению IaC в зависимости от точки, где инициируются изменения: активный (англ. push, когда конфигурацию распространяет управляющий узел) и опрашивающий (англ. pull, когда целевые узлы сами запрашивают конфигурацию). Появление подхода стимулировало формирование рынка систем управления конфигурациями, основанными на декларативном подходе (Chef, Puppet, Ansible, Salt), а также специализированных систем декларативного развёртывания (Terraform).